# Franz Joseph Gebhardt

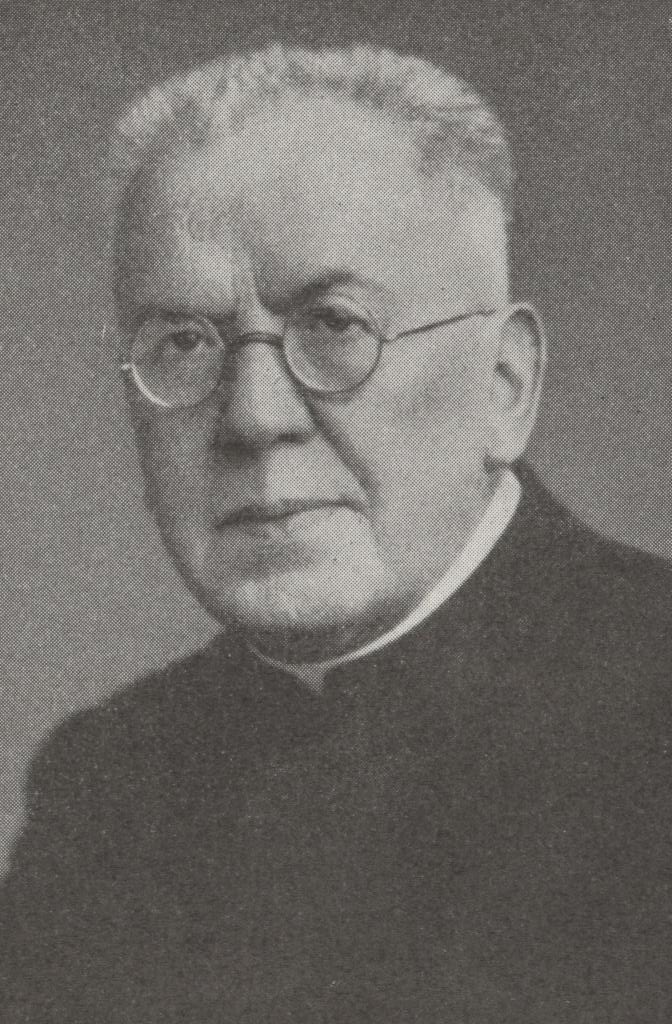
Domdekan Franz Joseph Gebhardt

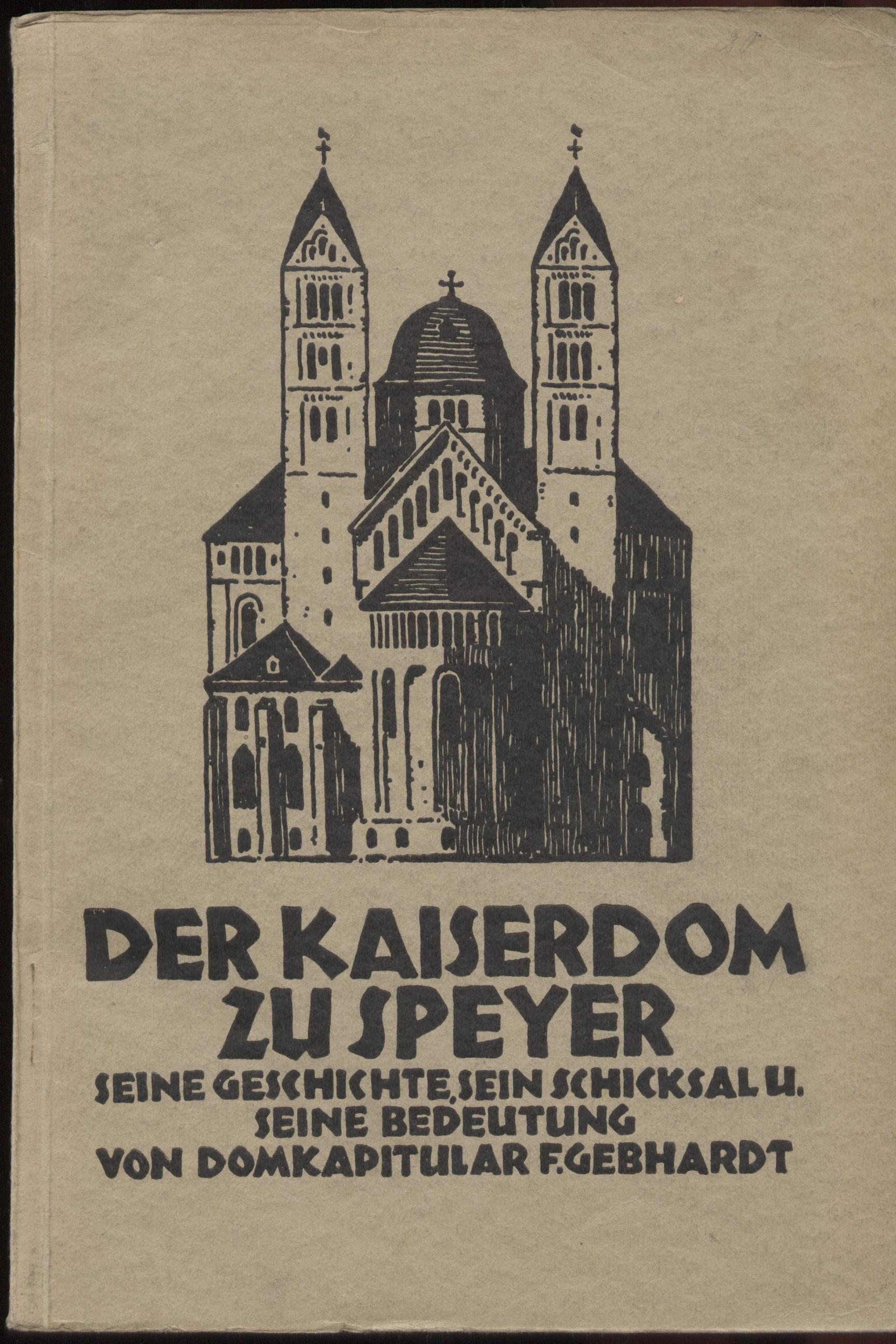
Franz Joseph Gebhardt, Dombuch, 1930

Franz Joseph Gebhardt (* 14. Februar 1869 in Lambsheim; † 20. März 1945 in Speyer) war ein katholischer Priester, Domkapitular und Domdekan der Diözese Speyer, sowie Päpstlicher Hausprälat. Zum Domjubiläum 1930 verfasste er ein weit verbreitetes Buch über die Geschichte der Speyerer Bischofskirche.

## Herkunft und Werdegang
Franz Joseph Gebhardt Joseph wurde in Lambsheim, in der Vorderpfalz geboren und besuchte das Progymnasium in Frankenthal. Während seiner Kindheit und Jugend wirkte der spätere Kardinal Franziskus von Bettinger als sein Ortspfarrer in Lambsheim (1879–88). Er prägte den Jungen religiös und von ihm dürfte auch die Anregung zum geistlichen Beruf ausgegangen sein. So kam Gebhardt ins Bischöfliche Konvikt St. Joseph nach Speyer und studierte schließlich in Würzburg und München. Am 14. August 1892 erhielt er von Bischof Georg von Ehrler in Speyer die Priesterweihe.
Von 1892 bis 1894 amtierte der Jungpriester als Kaplan in Zweibrücken, 1894 – 97 als Konviktspräfekt in Speyer und von 1897- 99 wieder als Kaplan in Neustadt an der Weinstraße.
1899 – 1909 betreute er als Gefängniskurat in Zweibrücken die Strafgefangenen des dortigen Zuchthauses. Der Nachruf konstatiert, dass er dieses Amt mit dem ihm eigenen, rastlosen Eifer ausübte und nichts unversucht ließ, um seine Schützlinge wieder auf den „Weg zu Gott und zur Rückkehr in die menschliche Gesellschaft“ zu führen. Einmal habe Gebhardt sogar die Umwandlung eines Todesurteils in eine Freiheitsstrafe erwirkt. Auf besondere Bitten des Gefängnisseelsorgers besuchte Bischof Ehrler persönlich die Gefangenen, wobei dessen „liebevolle Art einen unauslöschlichen Eindruck“ hinterlassen habe.
Aus seinem tiefen sozialen Bewusstsein und seinen Erfahrungen in der Gefängnisseelsorge heraus gründete der Geistliche 1905 auch den katholischen Jugendfürsorgeverein der Pfalz.
Zusammen mit dem Priester und Landtagsabgeordneten Jakob Reeb, der – wie Gebhardt – lange Jahre Strafgefangene pastoriert hatte, suchte er nach neuen Wegen der Jugendbetreuung. Beide Priester kannten das Leid der Jugendlichen im damaligen Strafvollzug, die nicht anders behandelt wurden, wie die Erwachsenen. Sie waren der Überzeugung, dass diese straffällig gewordenen Jugendlichen besonders intensiv betreut werden müssten bzw. dass durch eine präventive Betreuung gefährdeter Jugendlicher eine Straffälligkeit überhaupt vermieden werden müsste. Zu diesem Zweck luden sie am 20. September 1905 zur Gründung des katholischen Jugendfürsorgevereins der Pfalz ein. Durch ihn sollte ein Fürsorgeheim zur Aufnahme gestrandeter Jugendlicher und eine Dachorganisation geschaffen werden, um entsprechende Jugendliche auch in aufnahmewillige Gastfamilien hinein zu vermitteln. Den Vorstand bildeten die Initiatoren Jakob Reeb, Franz Joseph Gebhardt und der Dichter-Priester Fritz Claus. Im Vereinsausschuss saßen namhafte Persönlichkeiten, wie Dompfarrer Franz Bettinger (der spätere Kardinal) und Landtagsabgeordneter Dr. Josef Siben aus Deidesheim. Über Jahrzehnte hinweg wirkten der Verein und das später erbaute Fürsorgeheim in Landau-Queichheim sehr segensreich.
1909 – 13 verwaltete Franz Joseph Gebhardt die arbeitsaufwändige Großstadtpfarrei Ludwigshafen-Mundenheim, am 1. Mai 1913 übernahm er das Amt des Präfekten am königlichen Schullehrerseminar in Speyer. Dort richtete er u. a. eine Hauskapelle ein, die bis zur Beseitigung im 3. Reich bestand.
Der Priester avancierte zum Dompfarrer und wurde von König Ludwig III. am 9. Juli 1918 zum Domkapitular der Diözese Speyer ernannt. Der Nachruf führt aus: „Das religiöse Leben in der Dompfarrei nahm unter seiner Leitung einen mächtigen Aufschwung. Auf allen Gebieten der Seelsorge, namentlich im katholischen Vereinsleben und in der Caritas entfaltete er eine unermüdliche Tätigkeit.“ Franz Joseph Gebhardt blieb Dompfarrer bis 1927. Danach war er in der Verwaltung der Diözese tätig, u. a. im Schulreferat. 1932 ernannte ihn Papst Pius XI. zum Päpstlichen Hausprälaten, am 4. Januar 1933 zum Domdekan. Von 1933 bis zu seinem Tode fungierte der Domherr auch als 1. Vorsitzender des Kuratoriums des Landeserziehungsheimes St. Joseph in Landau-Queichheim.
Die Nachrufe führen aus, dass Prälat Gebhardt am 20. März 1945, abends 11 Uhr, während draußen der Kampf um Speyer tobte, „nach langem, schwerem Leiden“, jedoch wohlvorbereitet verstorben sei.
Die Umstände seiner Beisetzung sind tragisch, denn der Leichnam blieb infolge der Kriegsereignisse und der am 24. März erfolgten Besetzung Speyers durch amerikanische Truppen, 10 Tage lang unbeerdigt in der Leichenhalle stehen, bevor ihn Dompfarrer Karl Hofen endlich zur letzten Ruhe betten konnte. Domkapitular Hofen war bereits Gebhardts Nachfolger als Dompfarrer geworden und er folgte ihm im August 1945 auch im Amt des Domdekans nach.
Der Pilger schrieb über den Verstorbenen: „Ein unermüdlicher Arbeiter, ein wahrer Priester mit einem Herzen voller Liebe und heiligem Eifer, ein echter Sohn der Pfalz, in seinem lebhaften Temperament...“

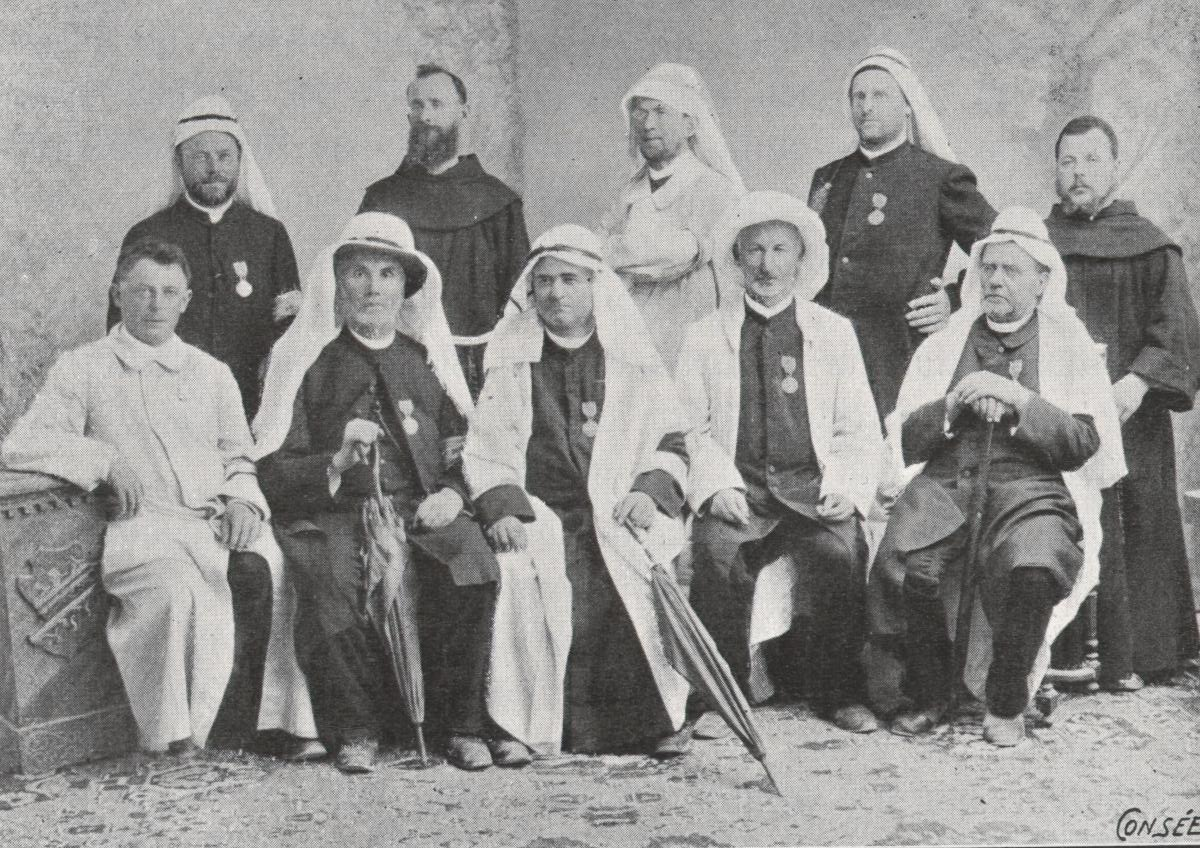
Franz Joseph Gebhardt (ganz links außen sitzend) im Hl. Land 1904. Gruppenfoto mit anderen Teilnehmern aus der Diözese Speyer.

## Besonderes
1904 nahm Franz Joseph Gebhardt an der „1. Bayerischen Volkswallfahrt ins Hl. Land“ teil. In dem offiziellen Gedenkbuch Ins Heilige Land vom Isarstrand befindet sich auf Seite 128 ein Foto von Teilnehmern, auf dem auch Gebhardt zu sehen ist.
1917 fuhr er zur Beerdigung seines früheren Dorfpfarrers Kardinal Franziskus von Bettinger nach München.
Zum Domjubiläum 1930 verfasste und publizierte Gebhardt ein weit verbreitetes Buch über den Speyerer Dom. Es trägt den Titel: Der Kaiserdom zu Speyer – Seine Geschichte, sein Schicksal und seine Bedeutung, von Domkapitular F. Gebhardt.

## Werke
- Der Kaiserdom zu Speyer – Seine Geschichte, sein Schicksal und seine Bedeutung, von Domkapitular F. Gebhardt, Pilger-Verlag, Speyer, 1930